# NEUROD1
NEUROD1，（小鼠的同源蛋白質記爲NeuroD1）在人體內是NeuroD蛋白家族下的一個轉錄因子，由NEUROD1基因編碼。NEUROD1在神經系統發育中扮演重要角色，於發育中參與調控多種神經系細胞的分化過程。
證據表明NEUROD1與II型糖尿病的發生關係密切。一項研究表明在小鼠大腦內過表達NEUROD1可使神經膠質細胞轉分化爲神經元。

## 蛋白质相互作用
已知NEUROD1会和周期蛋白D1、MAFA、MAP3K10发生相互作用。